# Domesmont
Domesmont é uma comuna francesa na região administrativa de Altos da França, no departamento de Somme. Estende-se por uma área de 1,94 km². Em 2010 a comuna tinha 42 habitantes (densidade: 21,6 hab./km²).